# Castellero
Castellero ist eine italienische Gemeinde in der Provinz Asti (AT), Region Piemont.

## Lage und Einwohner
Castellero liegt rund 14 km westlich von der Provinzhauptstadt Asti entfernt. Das Gemeindegebiet umfasst eine Fläche von vier km² und hat 289 Einwohner (Stand 31. Dezember 2023). Zu den Ortsteilen (frazioni) gehören Bordone, Borgo, Bricco, Bricco Trombetta, Monterosso, Trucco, Vernetto, Valporino und Vallotte. Die Nachbargemeinden sind Baldichieri d’Asti, Monale und Villafranca d’Asti.

## Castello

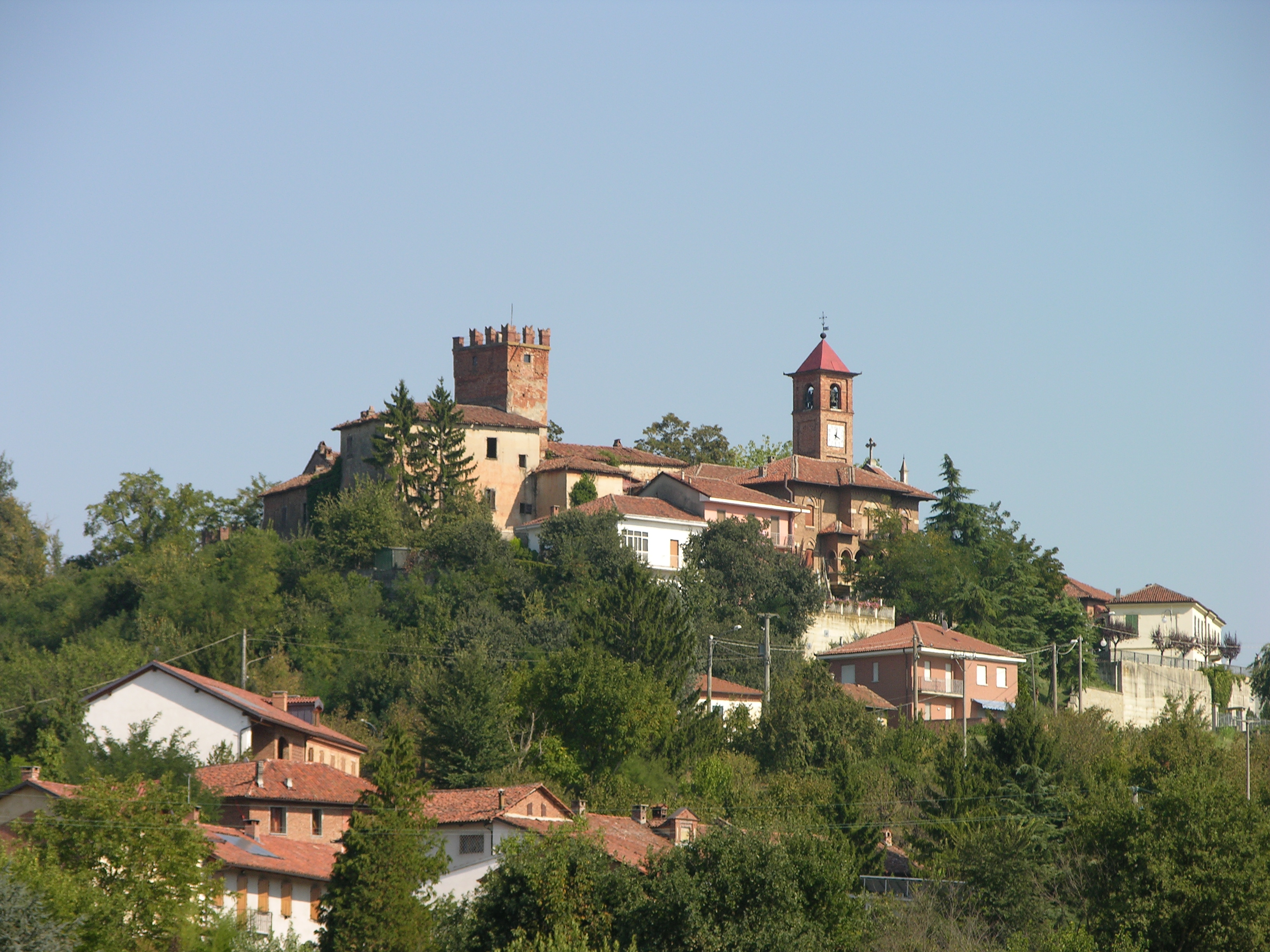
Blick auf Castellero

Auf den Ruinen der kleinen Burg, die in die blutigen Ereignisse von 1312 verwickelt war, wurde eine Festung wieder aufgebaut, die nach dem Abriss des vorherigen Gebäudes den Namen Castellero oder „Castellaro“ erhielt, ein Begriff, der manchmal für eine zerstörte Burg verwendet wird. Die Rekonstruktion war so präzise, dass das Schloss voller Charme und historischem, künstlerischem und architektonischem Interesse ist.
In den Strukturen des heutigen Schlosses sind nur noch wenige, aber gewisse Spuren dieser Zeit erhalten geblieben: der heute fast verschwundene Wassergraben, die kleinen Fenster mit ausgeprägten Schlitzen, ein hoher und geräumiger Raum auf der Höhe des Außenvorsprungs und der Basis des Turms, was auf das Wachhaus hindeutet; Am großen Rundgewölbe sind die ankerförmigen Haken befestigt, an denen die Lampen aufgehängt wurden.
Das heutige Gebäude zeigt die nachfolgenden Umgestaltungen und Ergänzungen im Laufe der Jahrhunderte. Die Eingriffe des 17. und 18. Jahrhunderts, die größtenteils der Familie Ponte zugeschrieben werden, schufen einen eleganten Landsitz, der als einzige Erinnerung an eine kriegerische Vergangenheit den Turm bewahrt. Der Turm hat eine rautenförmige Form und eine Höhe von 30 Metern. Früher endete er mit einem schrägen Ziegeldach. Zu Beginn des 20. Jahrhunderts machte die Gefahr eines Einsturzes jedoch die Entfernung des Daches erforderlich und der Turm wurde mit zehn rechteckigen Zinnen gekrönt.
Im Jahr 1961 wurden die Zinnen bei weiteren Reparaturen umgestaltet und erhielten die Form eines „Schwalbenschwanzes“.

## Kulinarische Spezialitäten
In Castellero werden Reben der Sorte Barbera für den Barbera d’Asti, einen Rotwein mit DOCG Status angebaut.